# Aproaerema
Aproaerema là một chi bướm đêm thuộc họ Gelechiidae.